# TuS Oberwinter
Der TuS Oberwinter ist ein 1920 gegründeter Fußballverein aus Oberwinter im Landkreis Ahrweiler.

## Geschichte
Der 1920 gegründete Fußballverein spielte bis 2014 in der Bezirksliga Mitte. In den Saisons 2011/12 und 2012/13 verpasste der Verein jeweils knapp den Wiederaufstieg in die Rheinlandliga, der 2014 realisiert werden konnte. Zwischen 2004 und 2009 spielte der Verein in der damaligen fünfthöchsten Spielklasse, der Rheinlandliga.
Der TuS Oberwinter nahm 1981 am DFB-Pokal teil, wo der Verein in der ersten Runde den FC Rhade mit 2:0 zu Hause besiegen konnten. In der zweiten Pokalrunde wurde der Verein dem VfB Stuttgart zugelost. Oberwinter schied nach einer klaren 10:1-Auswärtsniederlage bei den Schwaben aus.
In der Saison 2006/07 erreichte der Verein das Finale des Rheinlandpokals. Dort unterlag die Mannschaft dem Oberligisten Eintracht Trier mit 2:1 nach Verlängerung. In der Saison 2012/13 konnte der Verein die TuS Koblenz mit 2:0 besiegen und so aus dem Rheinlandpokal werfen.
2003 erreichten die B-Juniorinnen das Finale der deutschen Fußballmeisterschaft. Dort musste sich der Verein, welcher in einer Gruppe mit dem Karlsruher SC, Turbine Potsdam und den Sportfreunden Siegen gelost wurde, lediglich der Mannschaft aus Potsdam den Vorzug lassen.

## Stadion
Der TuS Oberwinter trägt seine Heimspiele im 2000 Zuschauer fassenden Walter Assenmacher Stadion in Bandorf aus. Das Stadion wurde erst 2012 nach Assenmacher benannt, welcher den Verein bis zu seinem Tod im Februar 2008 über 30 Jahre lang als Vorstandsvorsitzender geführt hatte. Das erste Spiel im Stadion unter dem neuen Namen fand gegen den FC Gönnersdorf statt; es endete 0:0.

## Erfolge
- DFB-Pokal
  - 1981/82: 2. Runde (10:1-Niederlage gegen den VfB Stuttgart)
- Bitburger-Rheinlandpokal
  - Fußball-Verbandspokal 2006/07: Finalist (0:2-Niederlage gegen Eintracht Trier)